# Chemin des Révoires
Chemin des Révoires – ścieżka w dzielnicy Les Révoires w Księstwie Monako. Jest to najwyższy punkt w Monako. 

## Opis
Najwyższy punkt w Monako, położony 162 metry nad poziomem morza, znajduje się na tej ścieżce, na zboczach Mont Agel, góry, której szczyt znajduje się po stronie francuskiej. Część terytorium Księstwa jest bardzo stroma, ponieważ jest geograficznie częścią Alp rozciągających się nad wybrzeżem Morza Śródziemnego. 